# Amphoe Waritchaphum
Amphoe Waritchaphum (Thai อำเภอ วาริชภูมิ) ist ein Landkreis (Amphoe – Verwaltungs-Distrikt) der Provinz Sakon Nakhon. Die Provinz Sakon Nakhon liegt in der Nordostregion von Thailand, dem so genannten Isan.

## Geographie
Amphoe Waritchaphum liegt im Südwesten der Provinz Sakon Nakhon und grenzt von Norden her im Uhrzeigersinn gesehen an die Amphoe Song Dao, Sawang Daen Din, Phang Khon, Nikhom Nam Un in der Provinz Sakon Nakhon, sowie Amphoe Wang Sam Mo der Provinz Udon Thani.
Im Amphoe Waritchaphum liegt das nordwestliche Ende des Phu-Phan-Höhenzugs.

## Geschichte
Die Amphoe Waritchaphum wurde am 1. April 1926 als „Zweigkreis“ (King Amphoe) im Landkreis Phanna Nikhom gebildet. Zum damaligen Kleinbezirk gehörten die Tambon Waritchaphum und Pla Lo, die von Phanna Nikhom abgetrennt wurden, sowie die Tambon Kham Bo und Nong Lat vom früheren Landkreis Ban Han (heute Sawang Daen Din). 
Am 10. März 1953 wurde der Kleinbezirk zu einer Amphoe hochgestuft.
Der thailändische Intellektuelle und Dichter Jit Phumisak wurde 1966 im Tambon Kham Bo, Amphoe Waritchaphum, erschossen. Er hatte sich zuvor der Kommunistischen Partei Thailands angeschlossen und war im Rahmen ihrer „ländlichen Strategie“ in die bewaldeten Phu-Phan-Berge gegangen.

## Verwaltung

### Provinzverwaltung
Der Landkreis Waritchaphum ist in fünf Tambon („Unterbezirke“ oder „Gemeinden“) eingeteilt, die sich weiter in 71 Muban („Dörfer“) unterteilen.
| Nr. | Name         | Thai    | Muban | Einw.  |
| --- | ------------ | ------- | ----- | ------ |
| 01. | Waritchaphum | วาริชภูมิ  | 20    | 14.400 |
| 02. | Pla Lo       | ปลาโหล  | 16    | 12.134 |
| 03. | Nong Lat     | หนองลาด | 11    | 07.587 |
| 04. | Kham Bo      | คำบ่อ    | 18    | 13.638 |
| 05. | Kho Khiao    | ค้อเขียว  | 06    | 04.521 |

### Lokalverwaltung
Es gibt vier Kommunen mit „Kleinstadt“-Status (Thesaban Tambon) im Landkreis:
- Pla Lo (Thai: เทศบาลตำบลปลาโหล), bestehend aus dem gesamten Tambon Pla Lo.
- Nong Lat (Thai: เทศบาลตำบลหนองลาด), bestehend aus dem gesamten Tambon Nong Lat.
- Waritchaphum (Thai: เทศบาลตำบลวาริชภูมิ) besteht aus Teilen des Tambon Waritchaphum.
- Kham Bo (Thai: เทศบาลตำบลคำบ่อ), bestehend aus dem gesamten Tambon Kham Bo.

Außerdem gibt es zwei „Tambon-Verwaltungsorganisationen“ (องค์การบริหารส่วนตำบล – Tambon Administrative Organizations, TAO):
- Waritchaphum (Thai: องค์การบริหารส่วนตำบลวาริชภูมิ)
- Kho Khiao (Thai: องค์การบริหารส่วนตำบลค้อเขียว)